# 福音书

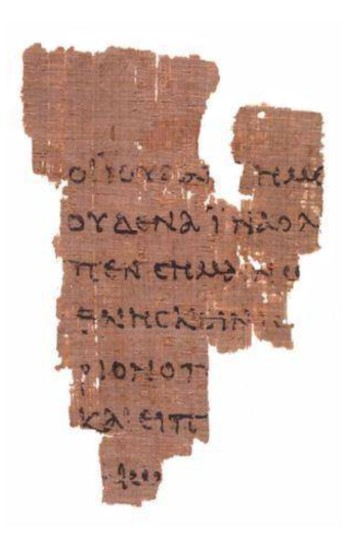
约翰福音残片

福音書（英語：Gospel；唐朝景教譯「阿思瞿利容經」）是以記述耶穌生平與復活事蹟為主的文件、書信與書籍。在基督教傳統中，它通常指《新約聖經》中的內容；更狹義的說法，則是專指四福音書：《馬太福音》、《馬可福音》、《路加福音》、《約翰福音》。

## 正典福音

### 内容
但不同的基督教教派，對福音書的內容有不同的看法。有些福音書已經失傳，如《希伯來福音書》；有些福音書則被主流教會認定是偽經，如《巴拿巴福音》、《多馬福音》、《猶大福音》、《雅各福音》、《彼得福音》、《抹大拉瑪莉亞福音》、《瑪麗福音》、《真理福音》、《詹姆士福音》、《救主福音》、《尼哥底母福音》、《腓力福音》。